# Koreai hóvessző
A koreai hóvessző (Abeliophyllum distichum) a hóvessző nemzetségbe tartozó egyetlen növényfaj. A Koreai-félszigetről származik, szép megjelenésű korai virágzású díszcserjeként ültetik. Virágai lombfakadás előtt nyílnak, alakjukban hasonlítanak az aranycserje (Forsythia) virágaira, de a hóvessző virágai fehérek és illatosak.
Veszélyeztetett, IUCN vörös listán szerepel.

## Leírás
1-2 magas lombhullató cserje. Levelei átellenes állásúak, egyszerűek, ép szélűek, tojásdad vagy kissé megnyúlt tojásdad alakúak.
Virágai általában kettesével fürtvirágzatban nyílnak, hímnősek, a csésze 4 tagú, a párta 4 cimpájú, fehér; a porzók száma 2. Termése 2-2,5 cm átmérőjű lependék, melyet körülvesz a repítőkészülék.

## Felhasználása
Kissé fagyérzékeny növény, ezért védett fekvést, illetve takarást igényel. Kedveli a laza, tápanyagban gazdag talajt, napos vagy félárnyékos helyet. Edényben is tartható. Hajtásdugvánnyal könnyen szaporítható.

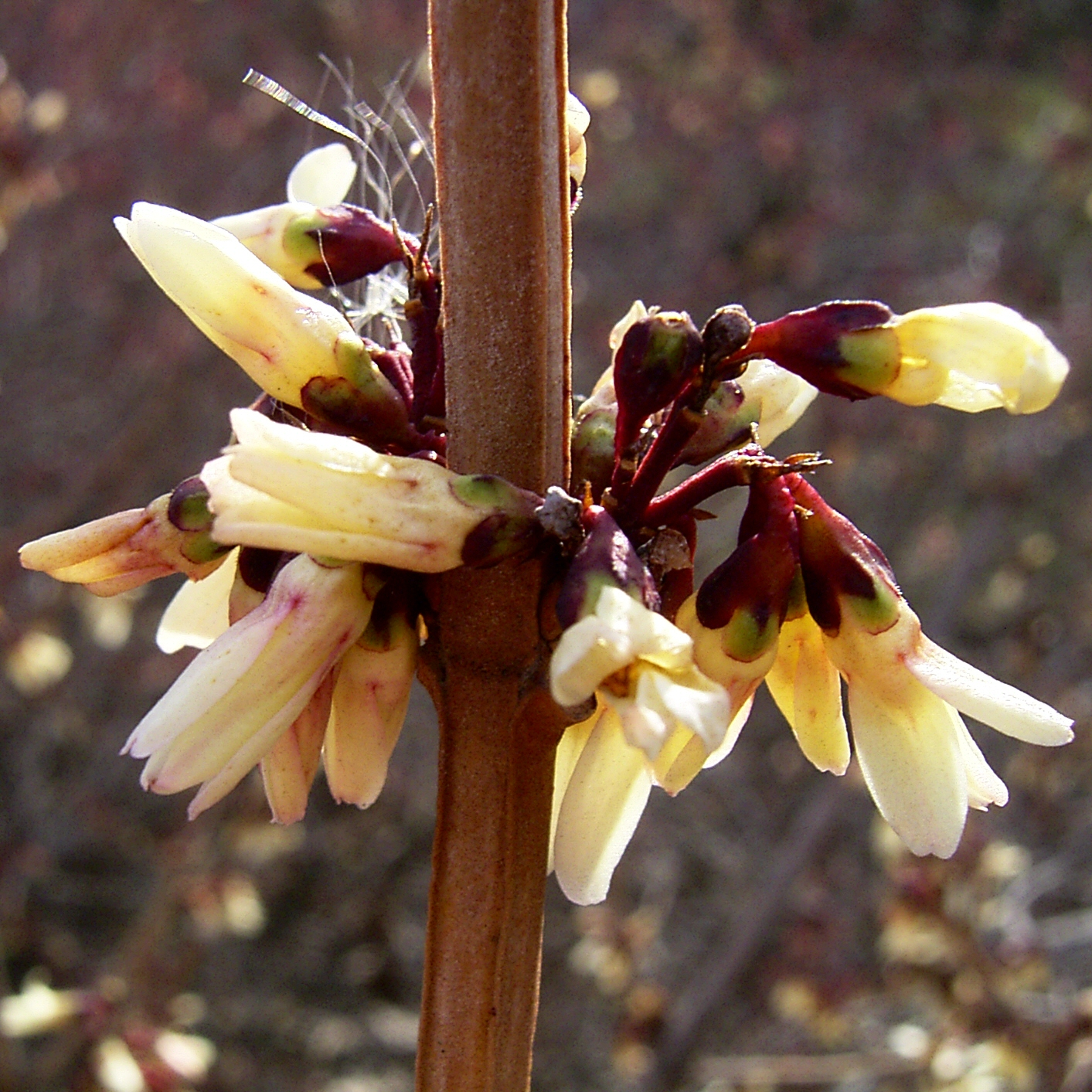
Virágai